# Musa schizocarpa
Musa schizocarpa är en enhjärtbladig växtart som beskrevs av N.W.Simmonds. Musa schizocarpa ingår i släktet bananer, och familjen bananväxter. Inga underarter finns listade i Catalogue of Life.